# Santana, Bahia
Santana är en ort i Brasilien.   Den ligger i kommunen Malhada de Pedras och delstaten Bahia, i den östra delen av landet, 700 km öster om huvudstaden Brasília. Santana ligger 519 meter över havet och antalet invånare är 12 628.
Terrängen runt Santana är platt åt nordost, men åt sydväst är den kuperad. Det finns inga andra samhällen i närheten.
Omgivningarna runt Santana är huvudsakligen savann. Runt Santana är det ganska glesbefolkat, med 35 invånare per kvadratkilometer.